# Cailly-sur-Eure
Cailly-sur-Eure ist eine französische Gemeinde mit 223 Einwohnern (Stand 1. Januar 2022) im Département Eure in der Region Normandie (vor 2016 Haute-Normandie); sie gehört zum Arrondissement Les Andelys und zum Kanton Gaillon. Die Einwohner werden Calliaciens genannt.

## Geographie
Cailly-sur-Eure liegt am östlichen Ufer der Eure. Umgeben wird Cailly-sur-Eure von den Nachbargemeinden Clef Vallée d’Eure im Norden, Süden und Osten, Irreville im Süden und Südwesten sowie Heudreville-sur-Eure im Süden.

## Bevölkerungsentwicklung
| Jahr                       | 1962 | 1968 | 1975 | 1982 | 1990 | 1999 | 2006 | 2018 |
| Einwohner                  | 146  | 159  | 178  | 181  | 191  | 233  | 238  | 216  |
| Quellen: Cassini und INSEE |      |      |      |      |      |      |      |      |

## Sehenswürdigkeiten
- Kirche Saint-Rémi
- Herrenhaus von Mailloc, seit 1996 Monument historique

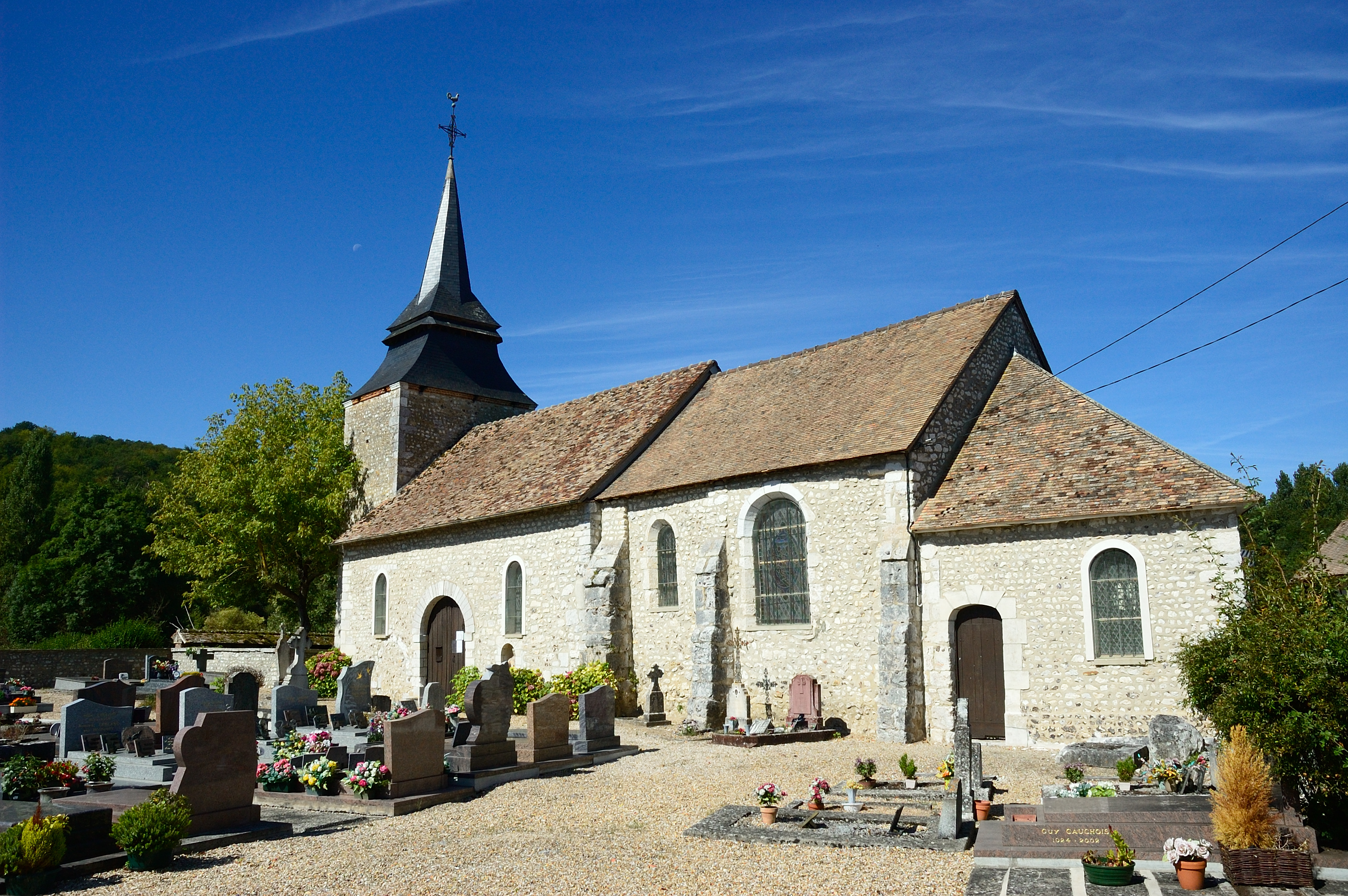
Kirche Saint-Rémi
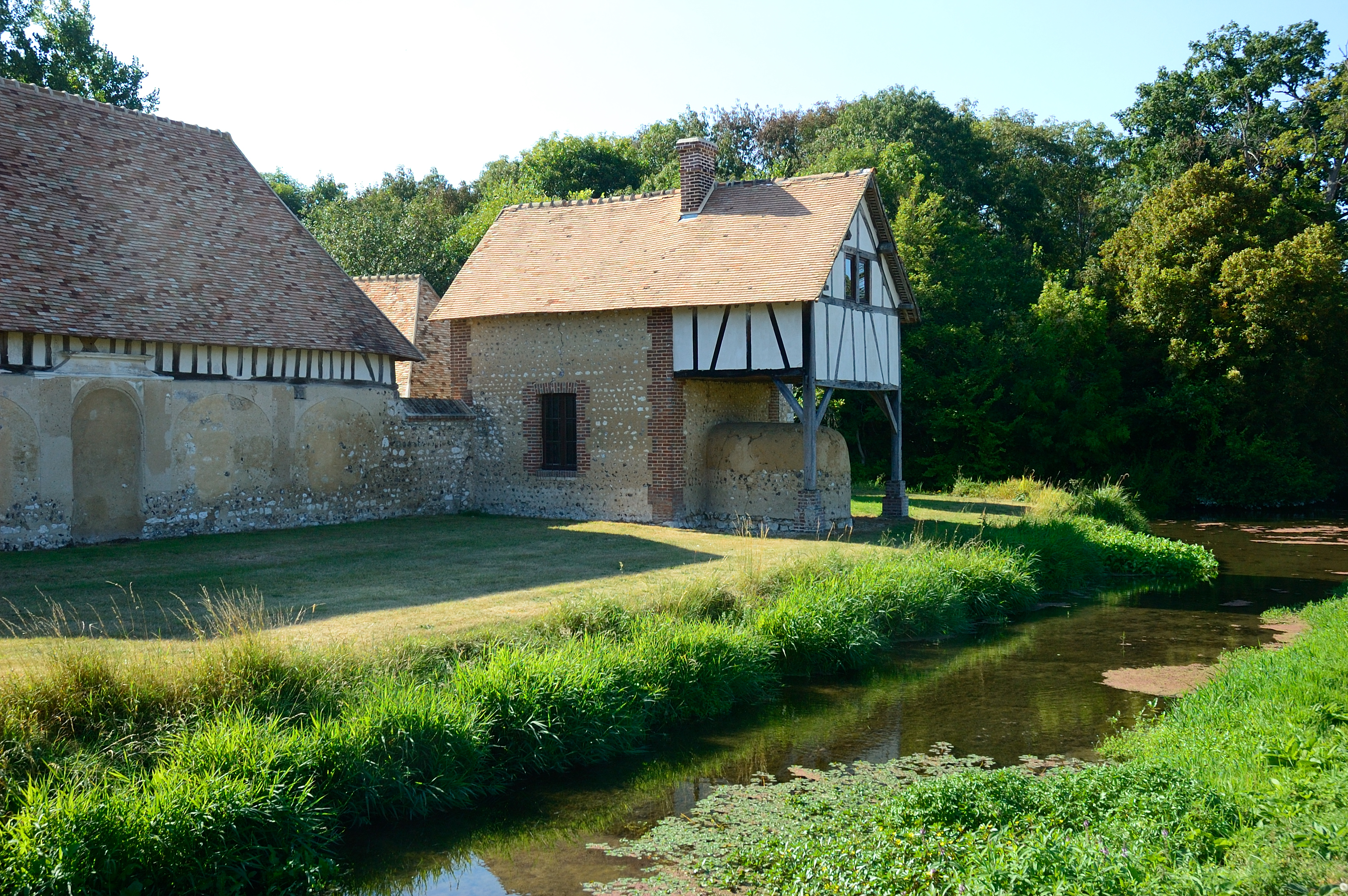
Herrenhaus von Mailloc